# Pumpkin Center (Carolina del Norte)
Pumpkin Center es un lugar designado por el censo ubicado en el condado de Onslow en el estado estadounidense de Carolina del Norte. La localidad en el año 2000, tenía una población de 2.228 habitantes en una superficie de 3.5 km², con una densidad poblacional de 633.6 personas por km².

## Geografía
Pumpkin Center se encuentra ubicado en las coordenadas 34°46′57″N 77°21′53″O / 34.78250, -77.36472. Según la Oficina del Censo, la localidad tiene un área total de 3,5 km² (1,4 mi²), de la cual 3,5 km² (1,4 mi²) es tierra y 0 km² (0 mi²) (0.0%) es agua.

### Localidades adyacentes
El siguiente diagrama muestra a las localidades en un radio de 24 kilómetros (14,9 mi) de Pumpkin Center.

## Demografía
En el 2000 la renta per cápita promedia del hogar era de $42.730, y el ingreso promedio para una familia era de $42.433. El ingreso per cápita para la localidad era de $16.144. En 2000 los hombres tenían un ingreso per cápita de $30.911 contra $21.122 para las mujeres. Alrededor del 3.90% de la población estaba bajo el umbral de pobreza nacional.